# Damien Howson
Damien Howson (Adelaide, 13 agosto 1992) è un ciclista su strada e pistard australiano che corre per il Q36.5 Pro Cycling Team. Passista-scalatore, professionista dal 2014, ha vinto lo Herald Sun Tour 2017 e il Tour de Hongrie 2021.

## Palmarès

### Strada
- 2010 (Juniores)

Trofeo San Rocco
- 2011

Campionati oceaniani, Prova a cronometro Under-23
- 2012

Campionati oceaniani, Prova a cronometro
- 2013 (Jayco-AIS)

Campionati oceaniani, Prova a cronometro Under-23
Campionati del mondo, Prova a cronometro Under-23
Campionati australiani, Prova a cronometro Under-23
Trofeo Alcide De Gasperi
Prologo Internationale Thüringen Rundfahrt (cronometro)
- 2017 (Orica-Scott, due vittorie)

1ª tappa Herald Sun Tour (Wangaratta > Falls Creek)
Classifica generale Herald Sun Tour
- 2020 (Mitchelton-Scott, due vittorie)

4ª tappa Czech Cycling Tour (Mohelnice > Šternberk)
Classifica generale Czech Cycling Tour
- 2021 (Team BikeExchange, due vittorie)

4ª tappa Tour de Hongrie (Balassagyarmat > Gyöngyös/Kékes)
Classifica generale Tour de Hongrie
- 2023 (Q36.5 Pro Cycling Team, una vittoria)

1ª tappa Vuelta a Asturias (Oviedo > Pola de Lena)

#### Altri successi
- 2013 (Jayco-AIS)

Classifica finale UCI Oceania Tour
- 2019 (Mitchelton-Scott)

1ª tappa Tirreno-Adriatico (Lido di Camaiore > Lido di Camaiore, cronosquadre)
1ª tappa, 2ª semitappa Settimana Internazionale di Coppi e Bartali (Gatteo, cronosquadre)
- 2020 (Mitchelton-Scott)

1ª tappa Czech Cycling Tour (Uničov, cronosquadre)

### Pista
- 2011

Campionati australiani, Inseguimento a squadre (con Glenn O'Shea, Rohan Dennis e Alexander Edmondson)

## Piazzamenti

### Grandi Giri
- Giro d'Italia

2016: 53º
2020: non partito (10ª tappa)
2022: 33º
2025: 46º
- Tour de France

2017: 88º
2018: non partito (16ª tappa)
- Vuelta a España

2015: 147º
2016: 45º
2018: 70º
2019: 49º
2021: 95º

### Classiche monumento
- Liegi-Bastogne-Liegi

2017: ritirato
2019: 60º
- Giro di Lombardia

2015: ritirato
2016: ritirato
2017: 99º
2019: ritirato
2021: 100º
2023: fuori tempo massimo

### Competizioni mondiali
- Campionati del mondo

Offida 2010 - In linea Junior: 22º
Copenhagen 2011 - Cronometro Under-23: 9º
Valkenburg 2012 - In linea Under-23: 93º
Valkenburg 2012 - Cronometro Under-23: 3º
Toscana 2013 - In linea Under-23: 50º
Toscana 2013 - Cronometro Under-23: vincitore
Ponferrada 2014 - Cronosquadre: 2º
Bergen 2017 - Cronosquadre: 5º
Innsbruck 2018 - In linea Elite: ritirato
Imola 2020 - In linea Elite: ritirato